# Adad-guppi
 (janvier 2024).
Améliorez-le ou discutez des points à vérifier. 
Adad-guppi est la mère du roi Nabonide de Babylone. Elle aurait vécu de 649 à 547 av. J.-C.

## Attestations épigraphiques
Les historiens ont découvert deux copies de ce qui semble être une autobiographie d'Adad-guppi : Le premier exemplaire, découvert par H. Pognon en 1906, a été écrit sur une stèle brisée mise au jour à Harran. Le deuxième exemplaire, découvert cinquante ans plus tard par D.S. Rice, était écrit sur les marches de la chaussée de l'entrée nord de la grande mosquée de Harran.
La biographie commence par un récit à la première personne par Adad-guppi elle-même et se termine par une description de son enterrement. Du fait qu'elle a été enterrée avec les honneurs d'une reine, certains spécialistes ont suggéré qu'elle soit devenue régente de Nabonide lorsque son fils a abandonné Babylone et s'est installé dans l'oasis de Tayma à partir de 552 avant notre ère. Cependant, cette théorie est difficile à concilier avec la chronologie que présente Adad-guppi dans son autobiographie. Elle mentionne qu'elle est née la vingtième année du roi assyrien Assurbanipal (environ 648 av. J.-C.) et qu'elle s'est occupée des sanctuaires du dieu de la lune Sin pendant 95 ans. Elle mentionne également qu'elle a vécu jusqu'à ce que son fils Nabonide ait été proclamé roi de Babylone, ce qui s'est passé en 556 av. J.-C., ce qui lui donne environ 92 ans lors de son couronnement et 96 ans lors du départ du roi pour Tayma. Elle est apparemment morte à l'âge de 104 ans (environ 544 av. J.-C.), après avoir vécu avec un corps et un esprit sains pour voir les descendants de la quatrième génération.
Adad-guppi a certifié l'appel de Nabonide à la royauté auprès du dieu de la lune Sîn, et son autobiographie contient une prière de louange et d'action de grâces à Sîn. En réponse à cette prière, Adad-guppi aurait apparemment reçu une prophétie de Sin dans un rêve concernant les actions futures de son fils en tant que roi :
Par toi je ferai revenir les dieux à Harran, par Nabonide, ton fils. Il construira Ehulhul; il achèvera son travail. Il achèvera la ville d'Harran plus grande qu’avant et la restaurera. Il amènera Sîn, Ningal, Nusku et Sadarnunna en procession dans l'Ehulhul.
D'autres sources révèlent que Nabonide a rendu hommage à Sîn pendant son règne en tant que roi de Babylone. Il accorda une attention particulière aux temples de Sin à Harran et à Ur, et transforma même le temple de Marduk à Babylone en sanctuaire pour Sîn.

## Généalogie
Sa filiation comme fille du roi assyrien Assurbanipal est une légende contemporaine, mais elle a certainement appartenu à la haute société assyrio-babylonienne. Le nom de son père est Nabu Balassi Iqbi (quasi-homonyme du roi babylonien Marduk-balassu-iqbi à la fin du IXe siècle) ; son titre est "Gouverneur héroïque" (Shakkanaku qitrudu) et "Prince parfait" (Rubû gitmalû),.
Par son fils Nabonide, elle est grand-mère de Balthazar (mort en 539), régent de Babylone.